# Kosovo en los Juegos Olímpicos de Milán-Cortina d'Ampezzo 2026
Kosovo participará en los Juegos Olímpicos de Milán-Cortina d'Ampezzo 2026. El responsable del equipo olímpico es el Comité Olímpico de Kosovo, así como las federaciones deportivas nacionales de cada deporte con participación.